# Дачжаси
Дачжаси (кит. 达扎寺镇, пін. Dázhāsì Zhèn) — містечко у КНР, адміністративний центр повіту Цзоге на півночі Нгава-Тибетсько-Цянської автономної префектури.

## Географія
Дачжаси розташовується у південній частині регіону Амдо.

### Клімат
Містечко знаходиться у зоні, котра характеризується континентальним субарктичним кліматом. Найтепліший місяць — липень із середньою температурою 10.6 °C (51 °F). Найхолодніший місяць — січень, із середньою температурою -9.4 °С (15 °F).
| Клімат Дачжаси          | Клімат Дачжаси | Клімат Дачжаси | Клімат Дачжаси | Клімат Дачжаси | Клімат Дачжаси | Клімат Дачжаси | Клімат Дачжаси | Клімат Дачжаси | Клімат Дачжаси | Клімат Дачжаси | Клімат Дачжаси | Клімат Дачжаси | Клімат Дачжаси |
| Показник                | Січ.           | Лют.           | Бер.           | Квіт.          | Трав.          | Черв.          | Лип.           | Серп.          | Вер.           | Жовт.          | Лист.          | Груд.          | Рік            |
| Середній максимум, °C   | 0              | 2              | 6              | 9              | 12             | 14             | 17             | 17             | 13             | 9              | 4              | 1              | 8              |
| Середня температура, °C | −9             | −6             | −1             | 2              | 6              | 8              | 11             | 10             | 7              | 2              | −3             | −7             | 1              |
| Середній мінімум, °C    | −19            | −15            | −9             | −4             | 0              | 2              | 5              | 4              | 1              | −3             | −10            | −17            | −5             |
| Норма опадів, мм        | 5              | 7              | 16             | 37             | 81             | 96             | 121            | 113            | 112            | 54             | 9              | 3              | 653            |
| ----------------------- | -------------- | -------------- | -------------- | -------------- | -------------- | -------------- | -------------- | -------------- | -------------- | -------------- | -------------- | -------------- | -------------- |
| Джерело: Weatherbase    |                |                |                |                |                |                |                |                |                |                |                |                |                |